# Groote Jonkvrouwbenoordenpolder
De Groote Jonkvrouwbenoordenpolder is een polder ten oosten van IJzendijke, behorende tot de Polders rond Biervliet.
De toevoeging benoorden heeft betrekking op benoorden Zuiddiepe. Zuiddiepe was een geul in het verlengde van de Passageule.
De polder is een onderdeel van de voormalige Jonkvrouwpolder, welke in 1546 was bedijkt maar in 1583 werd geïnundeerd. In 1650 werd ze herdijkt, maar overstroomde weer in 1663, waarbij het geulenstelsel noordelijk van IJzendijke (Jonkvrouwengat) weer werd werden verbonden met de Passageule. Doordat echter reeds de Amaliapolder, en in 1699 ook de Sint Pieterspolder werd aangelegd, was deze geul nog maar 1 km breed. Bovendien ontstond ter hoogte van IJzendijke, door de stromingen vanuit het noorden en het zuiden, wantij. In 1700 werd een dam tussen IJzendijke en de Amaliapolder gelegd (de Nieuwe Dijk), waarmee IJzendijke weer een verbinding met het Eiland van Biervliet had, en vervolgens werd het deel ten zuiden van de dam ingedijkt, waarmee de Groote Jonkvrouwbenoordenpolder, 278 ha groot, tot stand kwam.
Aangezien er, vanwege de oorlogsdreiging (Spaanse Successieoorlog) behoefte was aan een effectieve verdediging door de Vesting IJzendijke, werd bij de aanleg van deze polder ook vestingbouwer Menno van Coehoorn ingeschakeld. Deze ontwierp een linie (de Oude Linie genaamd), die van het Westfort via het Oostfort naar de Braakman leidde.
De polder wordt begrensd door de Nieuwe Dijk, de Watervlietse Weg, de Isabelladijk en de Westdijk. In het noordwesten grenst de polder aan de voormalige vestingwerken van IJzendijke. De polder wordt doorsneden door de Middenweg.
Buurtschappen aan de rand van de polder zijn Ponte en Ponte-Avancé. In de polder liggen boerderijen met namen als De Komme en Tivoli.